# Théâtre national Ivan-Vazov
Vous pouvez aider à l'améliorer ou bien discuter des problèmes sur sa page de discussion.
- Il ne cite pas suffisamment ses sources. Vous pouvez indiquer les passages à sourcer avec {{référence nécessaire}} ou {{Référence souhaitée}}, et inclure les références utiles en les liant aux notes de bas de page. (Marqué depuis avril 2024)
- Certaines informations devraient être mieux reliées aux sources mentionnées dans la bibliographie ou les liens externes. Améliorez sa vérifiabilité en les associant par des références. (Marqué depuis avril 2024)
- Il ne s’appuie pas, ou pas assez, sur des sources secondaires ou tertiaires. (Marqué depuis avril 2024)

- Archive Wikiwix
- Bing
- Cairn
- DuckDuckGo
- E. Universalis
- Gallica
- Google
- G. Books
- G. News
- G. Scholar
- Persée
- Qwant
- (zh) Baidu
- (ru) Yandex
- (wd) trouver des œuvres sur Wikidata

Le Théâtre national Ivan-Vazov (en bulgare : Народен театър „Иван Вазов“, Naroden teatar “Ivan Vazov”) est un théâtre de la capitale bulgare Sofia. Il porte le nom de l'écrivain Ivan Vazov.

## Emplacement
Le Théâtre national est situé sur la place entre les rues Diakon-Ignati (Дякон Игнатий), Ivan-Vazov (Иван Вазов), Slavianska Славянска) et Guéorgui-Benkovski Георги Бенковски). Le jardin public de Sofia s'étend devant le théâtre.

## Noms
Le théâtre a porté différents noms au cours de son histoire :
- Théâtre national (Народен театър), de 1906 à 1952 ;
- Théâtre national Krastio-Sarafov (Народен театър „Кръстьо Сарафов“), de 1952 à 1962 ;
- Théâtre national Ivan-Vazov, de 1962 à 1977 puis à partir de 1982.

## Bâtiment
Le bâtiment est construit près de l'ancien palais du tsar à Sofia (actuelle Galerie nationale d'art) sur la base d'un projet des architectes viennois Hermann Helmer et Ferdinand Fellner le Jeune. Achevé fin 1906, il accueille sa première représentation le 3 janvier 1907.
En 1923, le théâtre est gravement endommagé par un incendie lors d'une représentation. De 1942 à 1944, il est de nouveau gravement endommagé par les bombardements de Sofia. Réhabilité en 1945, il connaît sa dernière grande rénovation de 1971 à 1975, avec la construction d'une salle spéciale consacrée à la musique de chambre.
En 2007, les façades, la toiture et les éléments décoratifs sont rénovés, et leur dorure est refaite.

Théâtre national Ivan Vazov
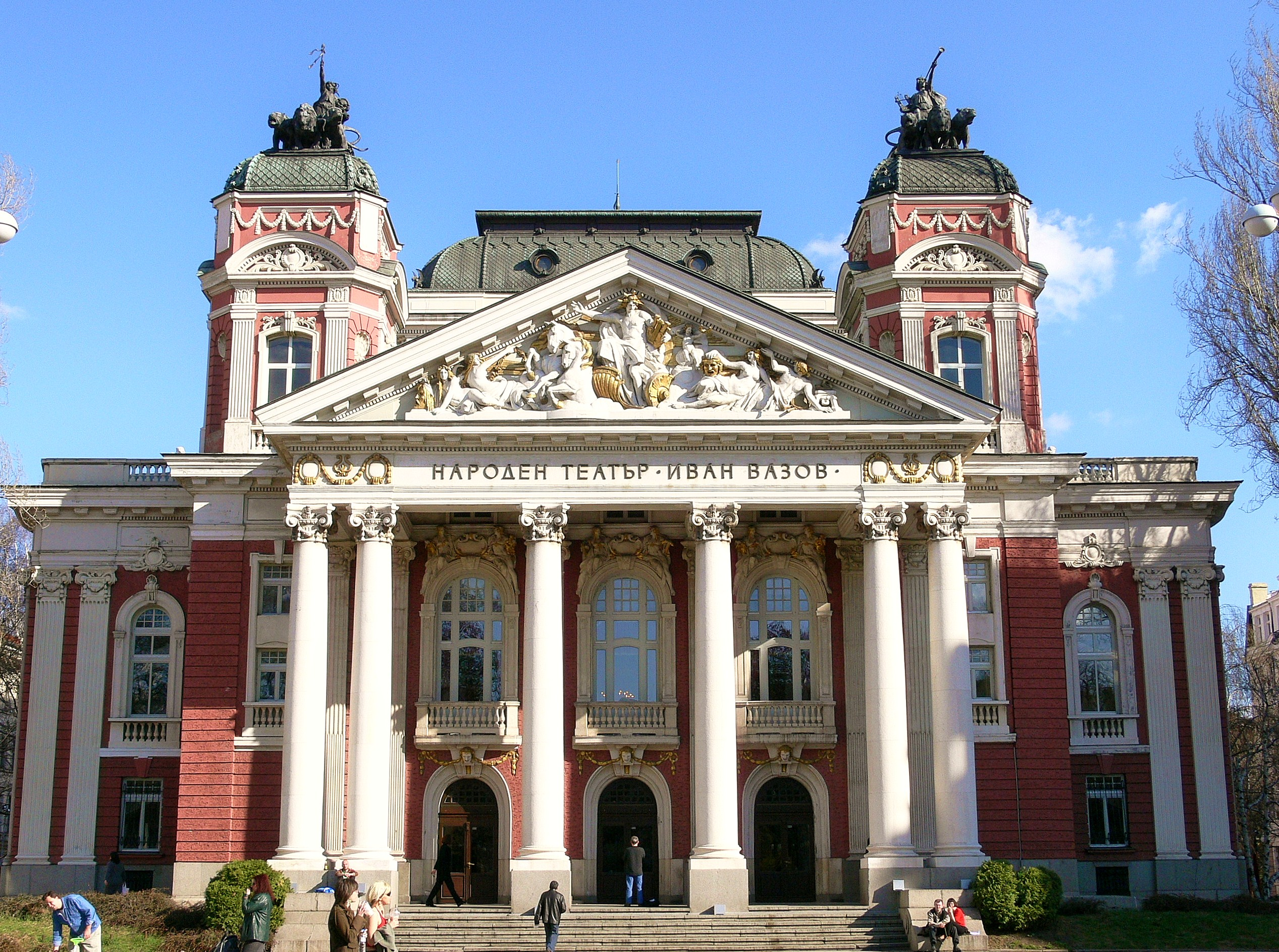
Théâtre national Ivan-Vazov.
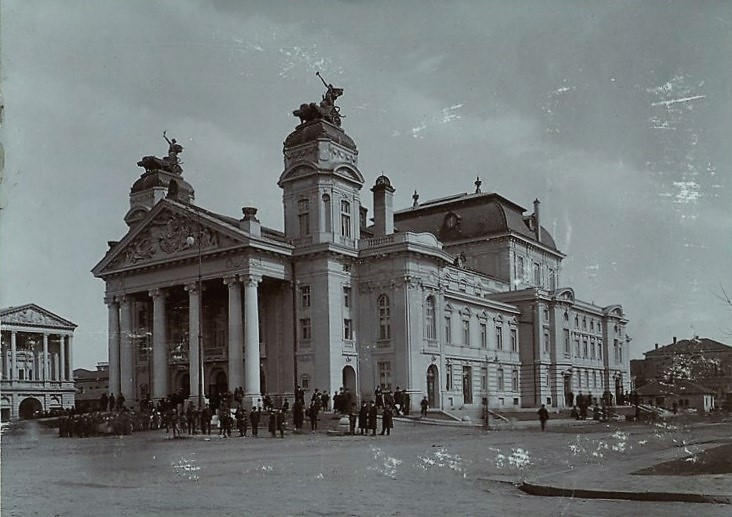
Bâtiment du théâtre, 1907.
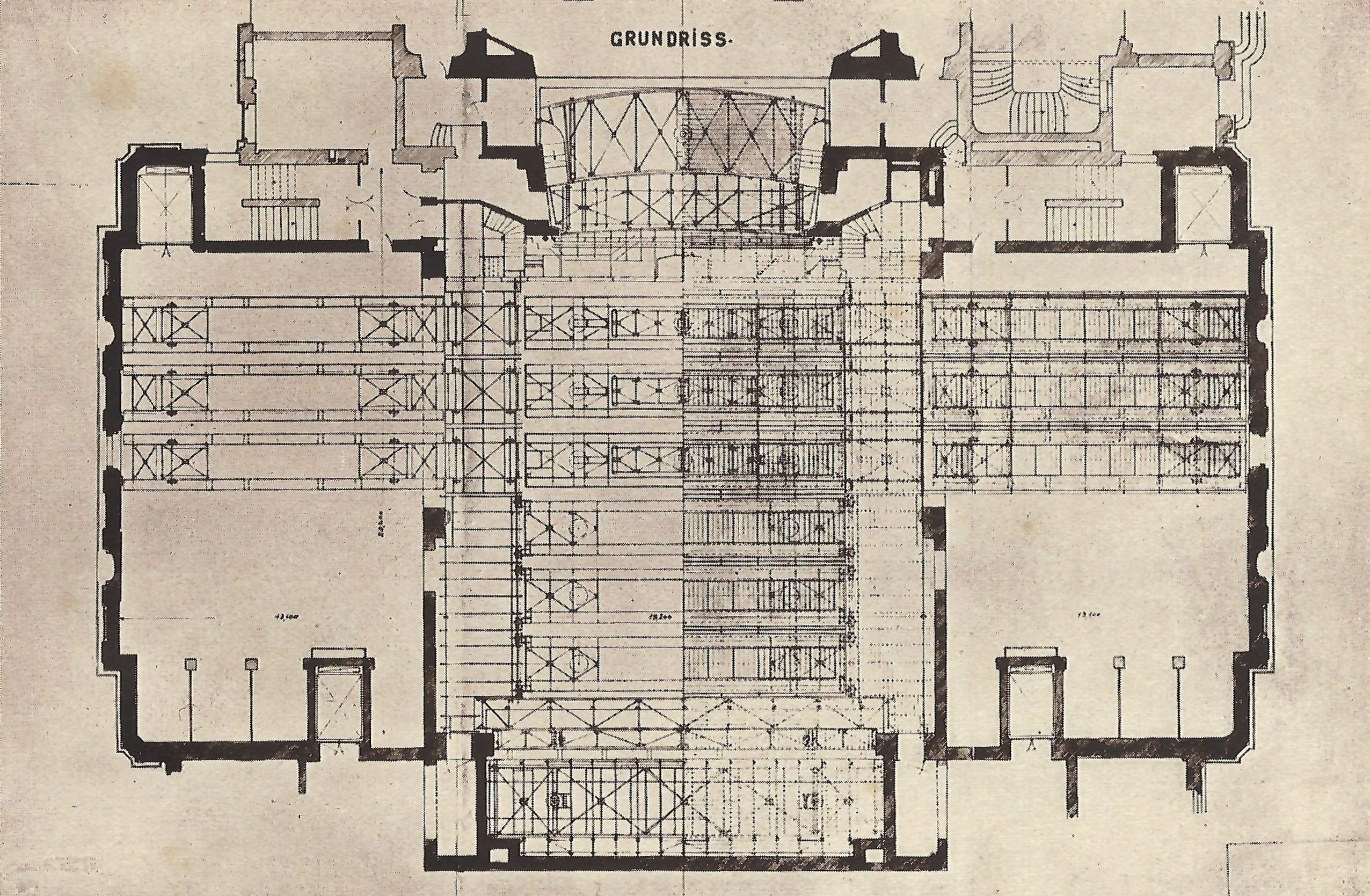
Plan d'étage du théâtre, présenté à l'exposition du théâtre allemand de 1927 à Magdebourg.
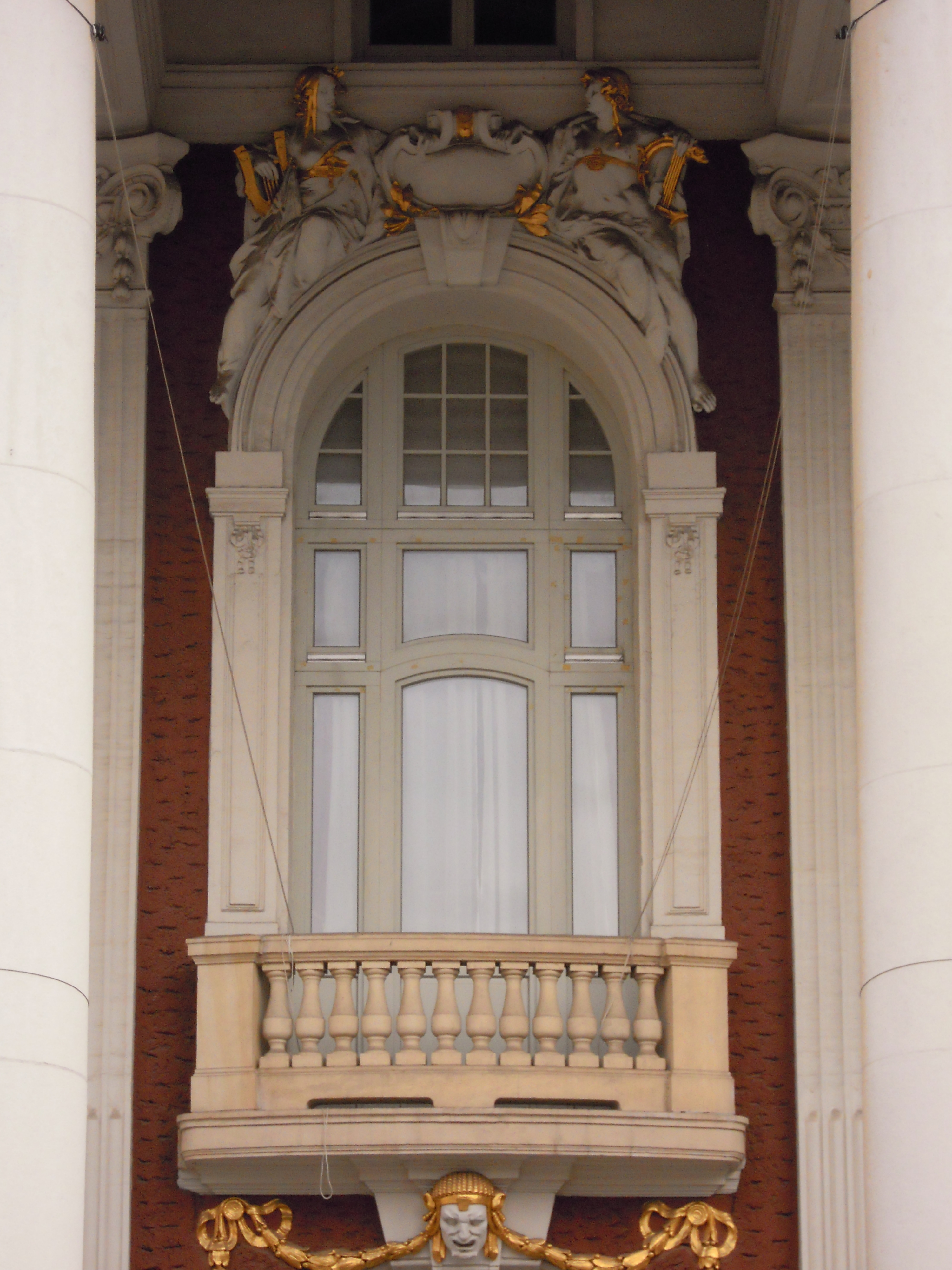
Architecture du théâtre